# نیوباتل، نورث‌همپتون‌شر
نیوباتل (به انگلیسی: Newbottle) یک روستا و محله مدنی در بریتانیا است که در ساوت نورث‌همپتون‌شر واقع شده‌است. نیوباتل ۴۳۸ نفر جمعیت دارد.